# I Will Always Love You
I Will Always Love You ist ein Song der US-amerikanischen Country-Musikerin Dolly Parton aus dem Jahr 1974. Das Stück wurde 1992 in der Version von Whitney Houston zum Welthit. Houstons Version stammt aus dem Soundtrack zum Film Bodyguard, belegte in 16 Ländern Platz eins der Pop-Charts und erreichte mehrfach Platinstatus.

## Version von Dolly Parton
Das Lied wurde 1973 von Parton geschrieben, im Juni 1973 bei RCA Records in Nashville aufgenommen und im Februar 1974 auf Partons Album Jolene veröffentlicht; Produzent war Bob Ferguson. Im April 1974 folgte die Single-Auskopplung. Das Stück erreichte 1974 Platz 1 der Country-Charts und 1982 in einer neu aufgenommenen Version für den Film Das schönste Freudenhaus in Texas wieder die Spitze der Country- sowie Platz 53 der Pop-Charts. Mitte der Siebziger-Jahre wollte Elvis Presley eine Coverversion des Liedes aufnehmen. Am Tag der Aufnahme teilte Presleys Manager, Colonel Tom Parker, Parton mit, dass Presley das Lied nur dann aufnehmen wolle, wenn ihm die Hälfte der Veröffentlichungsrechte zukommen würde, was Parton ablehnte.
1995 nahm Parton den Song erneut auf, diesmal in einer Duett-Version mit Vince Gill, und erreichte damit mit demselben Titel zum dritten Mal die Charts. 2003 wurde das Stück von CMT auf Platz 16 der „100 Greatest Songs in Country Music“ und 2004 auf Platz eins der „100 Greatest Country Love Songs“ gewählt. In Interviews sagte Parton, sie habe das Stück für ihren ehemaligen langjährigen Partner und Mentor Porter Wagoner geschrieben; es sollte ausdrücken, wie sehr sie schätzte, was er ihr beigebracht hatte.

## Hintergrund und Komposition
Die Songschreiberin Dolly Parton schrieb den Song 1973 für ihren einstigen Partner und Mentor Porter Wagoner, von dem sie sich nach siebenjähriger Partnerschaft beruflich trennte. Sie nahm ihn am 12. Juni 1973 im RCA Studio B in Nashville auf.
Der Autor Curtis W. Ellison sagte, dass der Song "von der Trennung einer Beziehung zwischen einem Mann und einer Frau handelt, die nicht in unaufhörlichen häuslichen Tumulten endet, sondern stattdessen eine Trennung mit Respekt vorsieht – aufgrund der Initiative der Frau". Das Country-Liebeslied steht im 4/4 Takt mit einem Tempo von 66 BPM. Obwohl Parton mit dem Lied viel Erfolg hatte, wissen viele Menschen nicht, woher es stammt; in einem Interview sagte Partons Manager Danny Nozel, "dass die meisten Leute nicht wissen, dass Dolly Parton es geschrieben hat." In einem Interview in der Bobby Bones Show verriet Dolly Parton, dass sie ihr Erkennungslied "Jolene" am selben Tag schrieb wie "I Will Always Love You".
Mehrere Male, lange bevor Whitney Houston den Song aufnahm, schlug Dolly Parton der Sängerin Patti LaBelle vor, "I Will Always Love You" aufzunehmen, weil sie der Meinung war, dass LaBelle den Song so gut hätte singen können. LaBelle gab jedoch zu, dass sie die Gelegenheit, dies zu tun, immer wieder aufschob und es später zutiefst bereute, nachdem sie Whitney Houstons Interpretation gehört hatte.

## Kommerzieller Erfolg

### Chartplatzierungen
I Will Always Love You erreichte die US-Singlecharts erstmals 1982 nach der Wiederveröffentlichung als Teil des Soundtracks zu Das schönste Freudenhaus in Texas.
| ChartsChartplatzierungen       | Höchstplatzierung | Wochen |
| ------------------------------ | ----------------- | ------ |
| Vereinigte Staaten (Billboard) | 53 (14 Wo.)       | 14     |

### Auszeichnungen für Musikverkäufe
| Land/Region                  | Auszeichnungen für Musikverkäufe (Land/Region, Auszeichnung, Verkäufe) | Verkäufe  |
| ---------------------------- | ---------------------------------------------------------------------- | --------- |
| Australien (ARIA)            | Gold                                                                   | 35.000    |
| Schweden (IFPI)              | Gold                                                                   | 40.000    |
| Vereinigte Staaten (RIAA)    | Platin                                                                 | 1.000.000 |
| Vereinigtes Königreich (BPI) | Gold                                                                   | 400.000   |
| Insgesamt                    | 3× Gold · 1× Platin ·                                                  | 1.475.000 |

## Version von Whitney Houston

### Geschichte
1992 nahm Whitney Houston das Lied für den Film Bodyguard auf, aus dessen Soundtrack es am 3. November 1992 als Single ausgekoppelt wurde. Produzent war David Foster; das Tenorsaxofon-Solo wurde von Kirk Whalum eingespielt.
Das Stück war viele Jahre die meistverkaufte Single der USA und wurde auf Platz 68 in die „Billboard Greatest Songs of All Time“ aufgenommen. Bei Songs of the Century der Recording Industry Association of America (RIAA) belegt es Platz 108 und hielt mit 14 Wochen für einige Zeit den Rekord der Single, die am längsten auf Platz eins der Billboard Hot 100 stand. In Großbritannien war es der Weihnachts-Nummer-eins-Hit des Jahres 1992.
Ebenfalls 2012 wurde der Song vom Fernsehsender RTL in der ultimativen Chartshow als „erfolgreichster Welthit aller Zeiten“ bezeichnet.

### Chartplatzierungen
Nach Houstons Tod Anfang 2012 kam der Song erneut in die Billboard Hot 100. In der ersten Woche stand der Song noch auf Platz 7, eine Woche später erreichte er Platz 3 der Charts. Auch in Deutschland (Platz 19), Österreich (Platz 10) und der Schweiz (Platz 3) schaffte der Song einen Wiedereinstieg. 
| ChartsChartplatzierungen       | Höchstplatzierung | Wochen |
| ------------------------------ | ----------------- | ------ |
| Deutschland (GfK)              | 1 (31 Wo.)        | 31     |
| Österreich (Ö3)                | 1 (19 Wo.)        | 19     |
| Schweiz (IFPI)                 | 1 (34 Wo.)        | 34     |
| Vereinigte Staaten (Billboard) | 1 (29 Wo.)        | 29     |
| Vereinigtes Königreich (OCC)   | 1 (32 Wo.)        | 32     |

| ChartsJahrescharts (1993)      | Platzierung |
| ------------------------------ | ----------- |
| Deutschland (GfK)              | 7           |
| Österreich (Ö3)                | 8           |
| Schweiz (IFPI)                 | 7           |
| Vereinigte Staaten (Billboard) | 1           |
| Vereinigtes Königreich (OCC)   | 10          |

### Auszeichnungen für Musikverkäufe
| Land/Region                  | Auszeichnungen für Musikverkäufe (Land/Region, Auszeichnung, Verkäufe) | Verkäufe   |
| ---------------------------- | ---------------------------------------------------------------------- | ---------- |
| Australien (ARIA)            | 4× Platin                                                              | 280.000    |
| Dänemark (IFPI)              | Platin                                                                 | 90.000     |
| Deutschland (BVMI)           | Platin                                                                 | 500.000    |
| Frankreich (SNEP)            | Gold                                                                   | 250.000    |
| Italien (FIMI)               | Platin                                                                 | 50.000     |
| Japan (RIAJ)                 | 5× Platin (Physisch) · + Platin (Download)                             | 700.000    |
| Mexiko (AMPROFON)            | Gold                                                                   | 30.000     |
| Neuseeland (RMNZ)            | 2× Platin                                                              | 60.000     |
| Niederlande (NVPI)           | Platin                                                                 | 75.000     |
| Norwegen (IFPI)              | Platin                                                                 | 60.000     |
| Österreich (IFPI)            | Gold                                                                   | 25.000     |
| Schweden (IFPI)              | Platin                                                                 | 50.000     |
| Spanien (Promusicae)         | Platin                                                                 | 60.000     |
| Vereinigte Staaten (RIAA)    | 11× Platin                                                             | 11.000.000 |
| Vereinigtes Königreich (BPI) | 2× Platin                                                              | 1.670.000  |
| Insgesamt                    | 3× Gold · 22× Platin · 1× Diamant ·                                    | 14.900.000 |

Hauptartikel: Whitney Houston/Auszeichnungen für Musikverkäufe

## Versionen in anderen Sprachen
1998 nahm Angelika Milster eine deutschsprachige Version mit dem Titel Es bleibt die Liebe zu Dir auf, die auf ihrem Album Die größten Hits der Filmgeschichte erschien.

## Musikpreise
1994 wurde der Song mit einem Grammy als Single des Jahres ausgezeichnet, und Houston erhielt einen Grammy für die Beste weibliche Gesangsdarbietung – Pop. Ebenso wurde das Stück mit zwei American Music Awards sowie weltweit zahlreichen weiteren Musikpreisen ausgezeichnet.